# Mikael Nyqvist
Rolf Åke Mikael Nyqvist (Estocolmo; 8 de noviembre de 1960 - ibídem; 27 de junio de 2017) fue un actor sueco.

## Biografía
Nacido en Estocolmo de padre italiano y madre sueca, Nyqvist se crio en un orfanato, de donde fue adoptado y estudió en la Escuela de Arte Dramático de Malmö. Se dio a conocer en la primera temporada de la serie Beck (1997), en el papel de Banck. En la película El clavel negro fue el diplomático y humanitario sueco Harald Edelstam y ganó el Premio Guldbagge como mejor actor masculino en 2003. A pesar de ello, su fama mundial llegó con la adaptación cinematográfica de Millenium —escrita por el difunto Stieg Larsson—, donde interpreta al coprotagonista Mikael Blomkvist. En 2011 fue el antagonista de la cuarta película de la exitosa saga Mision Imposible, Misión imposible: Protocolo fantasma. En 2014 interpretó a Viggo Tarasov, antagonista de la exitosa película John Wick.

## Vida personal
Michael Nyqvist estaba casado con la escenógrafa Catharina Ehrnrooth, con quien tuvo dos hijos. Además, en 2009 se publicó su novela Nar barnet lagt sig, en la que hace referencia a la búsqueda de sus padres biológicos.

## Fallecimiento
Nyqvist falleció el 27 de junio de 2017 a causa de un cáncer de pulmón a los 56 años.

## Filmografía

### Cine y televisión
- 1987 - Jim och piraterna Blom
- 1997 - Tic Tac
- 1997 - Beck
- 1997 - Beck - Mannen med ikonerna (TV)
- 1997 - Pensionat Pärlan (TV)
- 1998 - Nightwalk
- 1998 - Veranda för en tenor
- 1998 - Beck - Öga för öga (TV)
- 1998 - Beck - Vita nätter (TV)
- 1998 - Beck - Moneyman (TV)
- 1999 - Vägen ut
- 2000 - Juntos (en inglés: Together)
- 2001 - Hem ljuva hem
- 2001 - Making Babies
- 2002 - Bäst i Sverige!
- 2002 - Grabben i graven bredvid
- 2003 - Smala Sussie
- 2004 - As It Is in Heaven (Tierra de ángeles o Así en la tierra como en el cielo)
- 2004 - Dag och Natt
- 2005 - Äideistä parhain
- 2005 - Bang Bang Orangutang
- 2006 - Underbara Älskade
- 2007 - The Black Pimpernel (El clavel negro)
- 2007 - The Knight Templar
- 2008 - Kautokeino-opprøret (The Kautokeino Rebellion)
- 2009 - Män som hatar kvinnor
- 2009 - Flickan som lekte med elden
- 2009 -  Luftslottet som sprängdes
- 2011 - Abduction (Sin salida)
- 2011 - Misión imposible: Protocolo fantasma
- 2013 - Europa Report
- 2014 - John Wick
- 2015 - Colonia
- 2015 - 100 code
- 2016 - I.T.
- 2018 - Hunter Killer(Estreno póstumo)
- 2018 - Kursk (Lanzamiento póstumo)
- 2025 - Misión imposible: Sentencia final (Cameo y lanzamiento póstumo)